# Jackson (nome)
Jackson  è un nome proprio di persona inglese maschile.

## Varianti
- Maschili: Jaxon[1][2], Jaxson[1][2], Jaxsen[3], Jaxxon[1]
  - Ipocoristici: Jackie[3], Jacky[3], Jack[3], Jax[1][3], Jaxx[1]

## Origine e diffusione
È una diretta ripresa del cognome inglese Jackson, un patronimico di origine trecentesca che vuol dire "figlio di Jack"; attestato come nome sin dal XVII secolo, negli Stati Uniti era frequentemente usato in onore del presidente Andrew Jackson.
La forma abbreviata "Jax", che appare nel videogioco Mortal Kombat II del 1993 con il personaggio di Jax Briggs, fa la sua prima comparsa nel repertorio onomastico statunitense nel 1995, con sole cinque occorrenze; negli anni seguenti la sua diffusione è cresciuta, probabilmente anche grazie alla somiglianza con nomi quali Max e Dax nonché alla presenza di un personaggio con tale nome nelle serie televisiva Sons of Anarchy (2008-2014).

## Onomastico
Il nome è adespota e quindi l'onomastico viene festeggiato il 1º novembre, giorno dedicato alla festa di Ognissanti.

## Persone

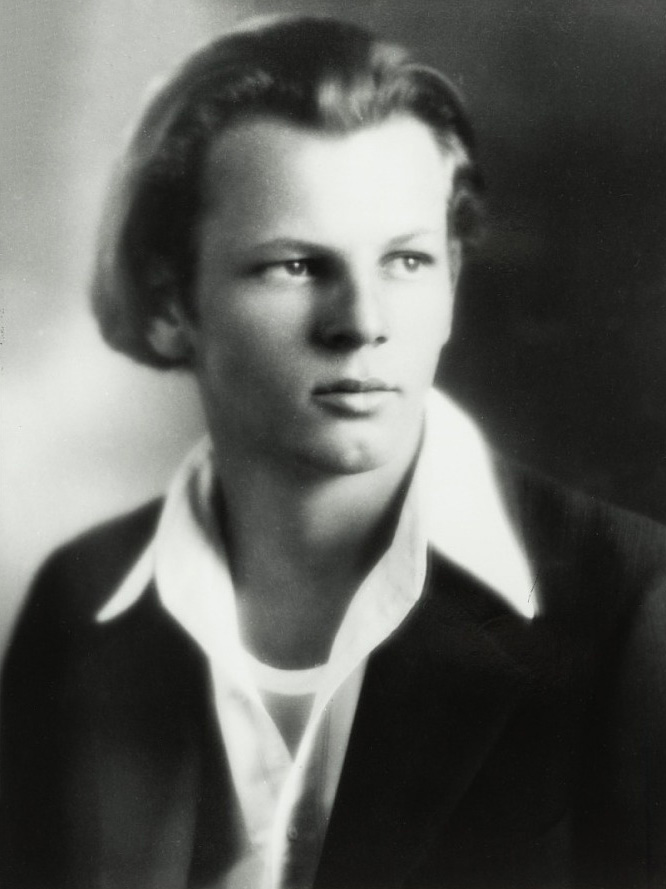
Jackson Pollock

- Jackson Browne, cantautore statunitense
- Jackson Martínez, calciatore e cantante colombiano
- Jackson Pollock, pittore statunitense
- Jackson Rathbone, attore statunitense
- Jackson Wang, rapper, cantante e conduttore televisivo hongkonghese
- Jackson Yee, cantante, ballerino e attore cinese

### Varianti
- Jax Jones, disc jockey, produttore discografico e cantante britannico
- Jaxson Ryker, wrestler statunitense
- Jaxon Smith-Njigba, giocatore di football americano statunitense

## Il nome nelle arti
- Jackson Avery è un personaggio della serie televisiva Grey's Anatomy.
- Jax Briggs è un personaggio della serie di videogiochi Mortal Kombat.
- Jackson Stewart è un personaggio della serie televisiva Hannah Montana.
- Jackson "Jax" Teller è un personaggio della serie televisiva Sons of Anarchy.